# 中尾明慶
中尾 明慶（なかお あきよし、1988年〈昭和63年〉6月30日 - ）は、日本の俳優、声優、タレント、YouTuber。
東京都中野区出身。ホリプロ所属。妻は女優の仲里依紗。

## 略歴
家族構成は両親と4歳年上の兄。名前の「明慶」の由来は「明るく慶ばれる子になってほしい」という意味が込められている。
小学校に入ったときから漠然とテレビに出たいと考えていたが、あるとき『オールスター感謝祭』（TBSテレビ）で、出演している芸能人がクイズやマラソンをしているところを見て、「楽しそうだな」と思ったのが芸能界入りのきっかけ。
その後、両親に勧められて、現在の所属事務所であるホリプロのスクールに通いレッスンを積んだ。
2000年にドラマ『ママまっしぐら!』（TBSテレビ）で子役デビューし、『3年B組金八先生』、『GOOD LUCK!!』（いずれもTBSテレビ）、『WATER BOYS2』（フジテレビ）、『ドラゴン桜』（TBSテレビ）などの出演で注目されるようになる。
前述の『GOOD LUCK!!』出演は、『3年B組金八先生』を観たSMAPのマネージャーに「この子が良い」と言われ主演の木村拓哉の弟役に抜擢された。
2013年3月21日に女優の仲里依紗と結婚することが発表され、4月18日に仲と婚姻届を提出。仲とは映画『時をかける少女』での共演で知り合い、ドラマ『つるかめ助産院』（NHK総合）で再共演した後に交際に発展した。同年10月4日に第一子となる長男が誕生した。
2016年、長編小説『陽性』を出版し、小説家デビューを果たす。
2017年、ホンダ・N-ONEのワンメイクレースでドライバーデビュー。
2020年4月3日、YouTube公式チャンネル「中尾明慶のきつねさーん」を開設。
2022年10月3日より、『プチブランチ』（TBSテレビ）でキャリア初のMCを担当。

## 人物
- オリックス・バファローズ（旧オリックス・ブルーウェーブ）のファンで、特にブルーウェーブに所属していたイチローの大ファンであることを、ラジオ番組『これぞ!Bs魂 〜気になるオリックス・バファローズ〜』（朝日放送ラジオ（ABCラジオ））に出演した際に公言している。
- 暇さえあれば筋トレをしている筋トレマニアである。また、『ドラゴン桜』で共演した山下智久にボクシングを教えた。
- 特技はプロ野球選手の形態模写。またアウトドア好きを公言している[11]。
- 釣り好きの妻・仲里依紗に影響され、2020年11月20日に小型船舶二級免許を取得した[12]。
- 愛車は1971年式のプリムス・バラクーダ。
- 妻・仲里依紗には大人の事情によりYouTube上では名前が出せないため、「きつねさん」と呼ばれている。互いのYouTube配信でカメラマンを担当する際には、互いの声に音声加工を施している。由来は息子（愛称トカゲくん）が幼かった頃に「パパの小さいときって、キツネだったんでしょ？」と言い出したことによる[13]

## 出演

### テレビドラマ
- 花王 愛の劇場「ママまっしぐら!」（2000年6月12日 - 7月21日、TBSテレビ）
- フードファイト（2000年、日本テレビ）
- ズッコケ三人組3（2001年、NHK教育）
- 3年B組金八先生（第6シリーズ）（2001年10月11日 - 2002年3月28日、TBSテレビ） - 山越崇行（チュー）役
  - 第7シリーズ4話(2004年11月5日）
  - ファイナル（2011年3月27日）
- 明智小五郎対怪人二十面相（2002年8月27日、TBSテレビ） - 小林少年 役
- 少年〜おかめさん（2002年、TBSテレビ） - 一郎 役 ※文化庁芸術祭参加作品
- GOOD LUCK!!（2003年1月19日 - 3月23日、TBSテレビ） - 新海誠 役
- 天国への応援歌 チアーズ〜チアリーディングに懸けた青春〜（2004年4月3日、日本テレビ） - 森田祐樹 役[14]
- WATER BOYS2（2004年7月6日 - 9月21日、フジテレビ） - 山本洋介 役
- H2〜君といた日々（2005年1月13日 - 3月24日、TBSテレビ） - 野田敦役
- ドラゴン桜 （TBSテレビ） - 奥野一郎 役
  - 第1シリーズ（2005年7月8日 - 9月16日）
  - 第2シリーズ 最終話（2021年6月27日）[15]
- ブラザー☆ビート（2005年10月13日 - 12月22日、TBS） - 桜井純平 役
- シナリオ登龍門2005「きたな（い）ヒーロー」（2006年、日本テレビ）
- さいごの約束（2006年、関西テレビ）
- 探偵学園Q（2006年7月1日、日本テレビ） - 三郎丸豊 役
- 恋愛小説 デューク（2006年7月17日、TBSテレビ）
- セーラー服と機関銃（2006年10月13日 - 11月24日、TBSテレビ） - 酒井健次 役
- 氷点（2006年11月25日・11月26日、テレビ朝日） - 三井達哉 役
- 拝み屋横丁顛末記（2006年12月2日、テレビ朝日） - 主演・市川正太郎 役
- 三日遅れのハッピーニューイヤー!（2007年、TBSテレビ） - 田中純太 役
- 私の頭の中の消しゴム（2007年3月13日、日本テレビ） - 香野智史 役
- 学問ノススメ（2007年4月28日 - 6月16日、朝日放送テレビ） - 主演・津吹淳一 役
- 千の風になって ドラマスペシャル第3弾 はだしのゲン（2007年、フジテレビ） - 中岡浩二 役
- まだ見ぬ父へ、母へ・魂で歌う青い海〜全盲のテノール歌手・新垣勉の軌跡（2007年、フジテレビ） - 金城明弘 役
- ROOKIES（2008年4月19日 - 7月26日、TBSテレビ） - 関川秀太 役
- 裸の大将 山梨編〜富士山にニセモノが現われたので（2008年10月18日、フジテレビ） - 佐野隼人 役
- 14歳〜千原ジュニア一人だけの闘い〜（2009年3月12日、テレビ東京） - 主演・千原浩史（ジュニア） 役
- わが家の歴史（2010年4月9日 - 4月11日、フジテレビ） - 村田英雄 役
- まっつぐ〜鎌倉河岸捕物控〜（2010年4月17日 - 8月14日、NHK総合） - 亮吉 役
- 99年の愛〜JAPANESE AMERICANS〜（2010年11月、TBSテレビ） - 小宮弘 役
- CONTROL〜犯罪心理捜査〜 第7話（2011年2月22日、フジテレビ） - 中尾裕紀 役
- 終戦ドラマスペシャル・犬の消えた日（2011年8月12日、日本テレビ） - 清田直希 役
- 私が恋愛できない理由（2011年10月17日 - 12月19日、フジテレビ） - 高橋健太 役
- もう誘拐なんてしない（2012年1月3日、フジテレビ） - 加藤祐樹 役
- 悪夢のドライブ（2012年4月 - 6月、BS朝日） - 熊川達郎（通称クマ） 役
- 罪と罰 A Falsified Romance（2012年4月29日 - 6月3日、WOWOW） - 矢住賢道 役
- つるかめ助産院〜南の島から〜（2012年8月28日 - 10月16日、NHK総合） - 天城里見（サミー） 役
- 高校入試（2012年10月6日 - 12月29日、フジテレビ） - 相田清孝 役
- 実験刑事トトリ 第4話（2012年11月24日、NHK総合） - 船木はじめ 役
- ピン女のメリークリスマス 〜恋したい、恋しようとしない、恋できない。〜（2012年12月、日本テレビ） - 南啓人 役
- みんな!エスパーだよ!（2013年4月12日 - 7月5日、テレビ東京） - 嘉山 役
- 一休さん2（2013年5月5日、フジテレビ） - 直正 役
- 配達されたい私たち 第4話（2013年6月2日、WOWOW） - 中谷晋 役
- リーガルハイ 第1話（2013年10月9日、フジテレビ） - 土屋秀典 役
- 第37回創作テレビドラマ大賞・希望の花（2014年2月25日、NHK総合） - 舟木寛太 役
- 東野圭吾「変身」（2014年7月27日 - 8月24日、WOWOW） - 葛西三郎 役
- 白銀ジャック（2014年8月2日、テレビ朝日） - 増淵英也 役
- 黒服物語（2014年10月24日 - 12月12日、テレビ朝日） - 立花裕治 役
- 東京にオリンピックを呼んだ男（2014年10月11日、フジテレビ） - 古橋広之進 役
- 大河ドラマ 軍師官兵衛（2014年10月19日 - 11月2日、NHK） - 豊臣秀次 役
- 復讐法廷（2015年2月7日、テレビ朝日） - 岩崎健二 役
- 永遠の0（2015年2月11日・14日・15日、テレビ東京） - 長谷川梅男 役
- 恋愛時代（2015年4月2日 - 6月18日、読売テレビ） - 海江田護 役
- 奥多摩駐在刑事3（2015年9月16日、テレビ東京） - 南村陽平 役
  - 駐在刑事4（2016年12月14日）
  - 駐在刑事スペシャル（2017年10月13日）
- 男と女のミステリー時代劇 第3話「万引き」（2016年5月3日、BSジャパン） - 主演・小森沢太郎 役
- ゆとりですがなにか 第6話・7話（2016年5月22日・29日 日本テレビ） - 「あいあいフーズ」の営業マン・夏目 役
- 神の舌を持つ男 第2話（2016年7月15日、TBSテレビ） - 津村天童 役
- BARレモン・ハート SEASON2 第19話（2016年8月8日、BSフジ） - サブ 役
- ヤッさん〜築地発!おいしい事件簿〜 第4話（2016年8月12日、テレビ東京） - 杉山淳平 役
- 忠臣蔵の恋〜四十八人目の忠臣〜（2016年9月 - 2017年2月、NHK総合） - 村松三太夫 役[16]
- FNS27時間テレビ にほんのれきし『僕の金ヶ崎』（2017年9月10日、フジテレビ） - 豊臣秀吉 役
- 奥様は、取り扱い注意（2017年10月4日 - 12月6日、日本テレビ系） - 佐藤渉 役[17]
- BS笑点ドラマスペシャル 桂歌丸（2017年10月9日、BS日テレ） - 初代林家三平 役[注 2]
- ちょい☆ドラ2017〜人生でエモいことは10分で起こる〜「ヴァージン・ロード」（2017年12月28日、NHK） - 高司 役
- 池波正太郎時代劇スペシャル「雨の首ふり坂」（2018年1月8日、J:COM・時代劇専門チャンネル） - 白井の彦太郎 役
- コンフィデンスマンJP 第7話 (2018年5月21日、フジテレビ)   - 与論祐弥の偽物　役
- やれたかも委員会 エピソード6「映画編 映画友だちになってよ」（2018年6月4日、毎日放送） - 安永紳一郎 役
- 連続テレビ小説 まんぷく（2018年10月 - 2019年3月、NHK） - 岡幸助 役[18]
- プリティが多すぎる（2018年10月19日 - 12月21日、日本テレビ） - 近松吾郎 役[19]
- 大誘拐2018（2018年12月14日、東海テレビ・フジテレビ） - 三宅平太 役[20]
- 死命〜刑事のタイムリミット〜（2019年5月19日、テレビ朝日） - 矢部知樹 役[21]
- ラジエーションハウス〜放射線科の診断レポート〜 特別編（2019年6月24日、フジテレビ） - 高橋涼介 役[22]
- 監察医 朝顔（2019年7月8日 - 9月23日、フジテレビ） - 高橋涼介 役[23]
  - 「特別編」（2019年9月30日）
  - 第2シーズン（2020年11月2日 - 2021年3月22日）
  - 新春SP（2021年1月11日）[24]
  - 2022スペシャル（2022年9月26日）
  - 2025新春スペシャル（2025年1月3日）[25]
- シャーロック アントールドストーリーズ 第1話（2019年10月7日、フジテレビ系） - 赤羽栄光 役[26][27]
- Living 第3話（2020年6月6日、NHK総合） - シゲ 役[28][29][30]
- 天国と地獄〜サイコな2人〜 第1話・第5話・第6話・最終話（2021年1月17日・2月14日・21日・3月21日、TBSテレビ） - 九十九聖 役
- ボクの殺意が恋をした（2021年7月4日 - 9月12日、日本テレビ） - 風間樹生 役[31]
- 初情事まであと1時間 第6話「浮気の理屈」（2021年8月27日、MBS / 8月26日、TBSテレビ） - 主演・浩二 役[32]
- 孤独のグルメSeason9 特別編（2021年12月31日、テレビ東京） - 春日裕二 役
- 卒業タイムリミット（2022年4月4日 - 5月12日、NHK総合） - 伊藤倫太郎 役[33]。
- 六本木クラス（2022年7月7日 - 9月29日、テレビ朝日） - 内山亮太 役[34]
- 闇金ウシジマくん外伝 闇金サイハラさん（2022年9月21日 - 12月28日、毎日放送/TBSテレビ） - 愛沢浩司 役
- PICU 小児集中治療室（2022年10月10日 - 12月19日、フジテレビ） - 東上宗介 役[35]
  - PICU 小児集中治療室 スペシャル 2024（2024年4月13日、フジテレビ）[36]
- ばらかもん（2023年7月12日 - 9月20日、フジテレビ） - 川藤鷹生 役[37]
- ハイエナ（2023年10月20日 - 12月8日、テレビ東京） - 橋本俊介 役[38]
- 必殺仕事人（2023年12月29日、朝日放送テレビ・テレビ朝日） - 雪丸 役[39]
- 心はロンリー気持ちは「…」FINAL（2024年4月27日、フジテレビ）[40]
- アンサンブル 第1話（2025年1月18日、日本テレビ） - 二瓶隆也 役[41]
- 藤子・F・不二雄 SF短編ドラマ シーズン3「異人アンドロ氏」（2025年3月27日、NHK BSプレミアム4K）[42]
- 新東京水上警察（2025年10月7日〈予定〉 - 、フジテレビ） - 藤沢充 役[43]

### 配信ドラマ
- ケータイドラマ「ヒミツの関係〜先生は同居人〜」（2010年7月、Bee TV） - 蔵前亮太 役
- 婚前特急 -ジンセイやっぱ21から-（2011年1月、LISMOドラマ）
- Jimmy〜アホみたいなホンマの話〜（2017年夏、Netflix） - 主演・ジミー大西 役（玉山鉄二とW主演）[44]
- ボクの殺意が恋する前（2021年7月25日 - 9月12日、Hulu） - 風間樹生 役[45]
- First Love 初恋（2022年11月24日配信開始、Netflix） - 凡二 役[46]
- ぐでたま ～母をたずねてどんくらい～（2022年12月13日配信開始 、Netflix） - 井上D 役[47]
- 課長 島耕作のつぶやき（2024年10月7日 - 12月26日、YouTube） - 主演・島耕作 役[48]

### 映画
- 戦国自衛隊1549（2005年、東宝） - 藤介 役 映画初出演
- キャプテントキオ（2007年） - ニッタ 役
- ROOKIES -卒業-（2009年5月、東宝） - 関川秀太 役
- キラー・ヴァージンロード（2009年9月、東宝） - 北翔 役
- 時をかける少女（2010年） - 溝呂木涼太 役
- 犬のおまわりさん てのひらワンコ3D（2011年） - 主演・愛沢健 役
- RAILWAYS 愛を伝えられない大人たちへ（2011年） - 小田友彦 役
- 逆転裁判（2012年2月、東宝） - 矢張政志 役
- のぼうの城（2012年11月、東宝） - かぞう 役
- 東京難民（2014年2月22日、ファントム・フィルム） - 小次郎 役
- L♡DK（2014年4月12日、東映） - 佐藤亮介 役
- 闇金ウシジマくん Part2（2014年5月16日、東宝） - 愛沢浩司 役
- ゴッドタン キス我慢選手権 THE MOVIE2 サイキックラブ（2014年10月17日、東宝） - アキヨシ 役
- 振り子（2015年2月28日） - 田中 役
- 鏡の中の笑顔たち（2015年5月30日） - 倉橋和也 役[49]
- 俺物語!!（2015年10月31日、東宝） - 凛子をナンパする男 役
- 任侠野郎（2016年6月4日、KATSU-do） - 三鷹 役
- 超高速!参勤交代 リターンズ（2016年9月10日、松竹） - 森極蔵 役[50]
- リンキング・ラブ（2017年10月28日、BS-TBS） - 加賀修造 役
- 今夜、ロマンス劇場で（2018年2月10日、ワーナー・ブラザース映画） - 山中伸太郎 役[51]
- 影踏み（2019年11月、東京テアトル） - 大室誠 役[52]
- 劇場版 ひみつ×戦士 ファントミラージュ! ～映画になってちょーだいします～（2020年、KADOKAWA・イオンエンターテイメント） - 黒沢ピヨシ 役[53]
- キャラクター（2021年6月11日、東宝） - 大村誠 役
- 仮面ライダー ビヨンド・ジェネレーションズ（2021年12月17日、東映） - 百瀬龍之介 / 仮面ライダーセンチュリー 役[54][55]
- ウェディング・ハイ（2022年3月12日公開、松竹） - 相馬慎司 役[56]
- そして僕は途方に暮れる（2023年1月13日公開、ハピネットファントムスタジオ）- 今井伸二 役[57]
- 映画 おいハンサム!!（2024年6月21日公開、東宝） - 謎の男 役[58]

### 舞台
- 浪花女奮闘記まかしときなはれ（2000年、新橋演舞場） - 良一 役
- 昭和の母に捧げるバラード（2002年、明治座） - 武田鉄矢 役
- 3年B組金八先生（2003年、明治座）
- 狭き門より入れ（2009年、パルコ劇場）
- 奇跡の人（2009年、シアターコクーン）
- カーディガン（2010年、パルコ劇場）
- ギルバート・グレイプ（2011年、東京グローブ座、森ノ宮ピロティホール） - アーニー役
- 12人の優しい殺し屋～狙われた豪華客船～（2011年、青山円形劇場） - 日下部春流 役
- PRESS 〜プレス〜（2012年、シアターコクーン）
- ライチ☆光クラブ（2012年、紀伊國屋ホール） - 田宮博(タミヤ)役
- コルトガバメンツ（2014年、パルコ劇場） - 今井伸二 役
- 七人ぐらいの兵士（2015年、シアターコクーン） - 片岡隼人 役
- 熱海殺人事件（2016年 - 2017年、紀伊国屋ホール）
- 斑鳩の王子 -戯史 聖徳太子伝-（2024年、IMM THEATER・梅田芸術劇場 シアター・ドラマシティ）[59]

### 情報・バラエティ番組
- 冒険!CHEERS!!（2003年 - 2005年、日本テレビ）
- どうぶつ奇想天外!（2008年10月 - 2009年3月、TBSテレビ）
- あっぱれ!!さんま新教授（2007年10月 - 2009年9月、フジテレビ） - 聴講生
- SUPER GT+（2011年4月 - 2022年3月、テレビ東京・BSジャパン） - MC（リポーター兼任）
- みんなのニュース・第1部（通称：「みんなのニュース Hop!」）（2016年4月7日 - 9月、フジテレビ） - 「みんなのニュース Hop!」木曜日Hopper [60]
- Partners File〜二人だけの時間〜（2017年5月1日 - 9月25日、テレビ東京） - ナレーター
- 社会にドキリ（2020年4月8日 -、NHKEテレ） - アッキー
- プチブランチ（2022年10月3日 - 、TBSテレビ） - MC

### ドキュメンタリー
- 明日のために…今 （2008年3月3日、TBSテレビ） - サポーター
- 地球感動配達人 走れ!ポストマン （2008年10月 - 2009年9月、毎日放送） - ポストマン

### 劇場アニメ
- カラフル（2010年） - 小林満 役[61]

### テレビアニメ
- 書家（2010年3月27日、アニマックス） - 主演・墨屋紙朗 役
- ライチ DE 光クラブ（2012年10月1日 - 11月20日、TOKYO MX） - タミヤ 役
- かいじゅうステップ ワンダバダ（2019年9月27日 - 2021年3月26日、NHK 教育テレビ） - ナレーション

### ラジオドラマ
- 東貴博のヤンピース BITTER SWEET CAFE「キャプテントキオ 〜新田秋生の華麗な1週間」（2007年2月12日 - 22日、ニッポン放送）
- 青春アドベンチャー「バードケージ 一億円を使いきれ!」（2008年11月17日 - 28日、NHK-FM） - 竹沢遥祐 役[62]
- FMシアター（NHK-FM）
  - いつも見ていた広島（2009年2月14日）[63]
  - 相方のあり方（2010年8月21日） - 泰平 役[64]
- LOVE＝Platinum 恋愛パズル 第5話（2010年7月30日、TOKYO FM 他）
- SOUNDS OF STORY〜ASADA JIRO LIBRARY〜「冬の旅」（2013年2月16日、J-WAVE）[65]
- ラジオシアター〜文学の扉「クオレ」（2013年4月21日・28日、TBSラジオ）[66]
- Wellith LIFE IS BEAUTIFUL（2015年2月11日・4月1日 - 9月30日、J-WAVE） - 柴田毅 役

### ラジオパーソナリティ
- Honda Smile Mission （2013年10月1日 - 2014年1月3日、TOKYO FM 他） - 代理パーソナリティ

### CM
- Right-on（2008年 / 2009年） ※ドラマ版『ROOKIES』 / 映画版『ROOKIES -卒業-』とのコラボCM
- ロッテアイス「Coolish」（2009年） ※[注 3]
- 伊藤園「W BLACK」 / 「MINERAL SPARKIES」（2009年） ※[注 3]
- ロッテ「ガーナチョコレート」母の日ガーナ篇（2009年5月3日 - 10日、期間限定） ※[注 3]
- ラウンドワン（2009年3月20日 - ）
- キリンビール「キリン一番搾り生ビール」（2019年9月 - ）[67] ※仲里依紗と共演
- カレンダーシェアアプリ「TimeTree」（2019年11月 - ）[68] ※仲里依紗と共演
- 日本損害保険協会 2020地震保険広報（2020年8月28日 - ）[69]※仲里依紗と共演
  - 「持ち家居住者向け」篇
  - 「賃貸住宅者向け」篇
  - 「もし地震が起きたら」篇
- ハウス食品「咖喱屋カレー」（2021年9月1日 - ）
- ハウスメイト
  - 「声掛け」篇、「お部屋探し」篇（2021年12月17日 - 31日、2022年1月17日 - 31日） - 指原莉乃、椎名桔平と共演[70]
  - 「会議中」篇、（2022年2月14日 - 28日） - 指原莉乃、椎名桔平と共演[70]
  - 「賃貸経営」篇（2022年2月14日 - 28日）[70]
  - 「受験生のメイト」篇（2023年1月14日 - ） - 指原莉乃、椎名桔平、長山莉々と共演[71]
  - 「就活生のメイト」篇（2024年1月12日 - ） - 指原莉乃、椎名桔平、内海誠子と共演[72]
- Uber Eats（2024年4月16日 - ） - 仲里依紗と共演[73]

### ミュージック・ビデオ
- Key〜夢から覚めて〜（長瀬実夕）
- ラヴソング（ONE☆DRAFT）
- Fly high（Dear Loving）

### 玩具
- 変身ベルト DXサイクロトロンドライバー（2022年3月）

### その他
- 第55回静岡まつりにて大御所（徳川家康）役を務めることが決定していたが（2011年4月）、2011年3月11日に発生した東日本大震災の影響により開催が中止となり[74]、翌年に延期された（2012年4月2日）[75]。

## 書籍

### 写真集
- THANKS（2005年9月、主婦と生活社） ISBN 4-391-13117-X

### 小説
- 陽性（2016年1月22日、双葉社）ISBN 978-4-575-23943-0